# Galway West (circonscription du Dáil)
Galway West est une circonscription électorale irlandaise. Elle permet d'élire cinq membres du Dáil Éireann, la chambre basse de l'Oireachtas, le parlement d'Irlande. L'élection se fait suivant un scrutin proportionnel plurinominal avec scrutin à vote unique transférable.

## Histoire et frontières
La circonscription est créée pour les élections générales de 1937, en vertu du Electoral (Amendment) (Dáil Constituencies) Act 1935 (modification de 1935 de la loi électorale), lorsque l'ancienne circonscription de Galway est divisée en Galway East et Galway West.
Elle s'étend sur toute la zone de la moitié ouest du comté de Galway dans le Connacht, au cœur du Gaeltacht, englobant la ville de Galway, Clifden et une partie du sud du comté de Mayo.
La Electoral (Amendment) (Dáil Constituencies) Act 2017 (modification de 2017 de la loi électorale) définit la circonscription comme suit : 
La ville de Galway ; et, dans le comté de Galway, les circonscriptions de : Abhainn Ghabhla, An Cnoc Buí, An Uillinn, Ballynakill, Binn an Choire, Bunowen, Cleggan, Clifden, Cloch na Rón, Cushkillary, Derrycunlagh, Derrylea, Doonloughan, Errislannan, Inishbofin, Maíros, Rinvyle, Scernim District de Clifden; An Carn Mór, An Spidéal, Árainn, Baile Chláir, Baile an Teampaill, Ballynacourty, Bearna, Ceathrú an Bhrúnaigh, Cill Aithnín, Clarinbridge, Eanach Dhúin, Galway Rural (partie), Kilcummin, Leacach Beag, Liscananaeal, Lisigh Cuilinn, Na Forbacha, Oranmore, Sailearna, Sliabh an Aonaigh, Tulaigh Mhic Aodháin, dans l'ancien district rural de Galway; An Chorr, An Crompán, An Fhairche, An Ros, An Turlach, Camas, Cill Chuimín, Conga, Garmna, Leitir Breacáin, Leitir Móir, Letterfore, Oughterard, Wormhole, dans l'ancien district rural de Oughterard; et, dans le comté de Mayo, les circonscriptions de: Cong, Dalgan, Houndswood, Kilmaine, Neale, Shrule, dans l'ancien district rural de Ballinrobe. "

## Députés
Note : Les colonnes de ce tableau sont utilisées uniquement à des fins de présentation et aucune importance ne doit être attachée à l'ordre des colonnes. Pour plus de détails sur l'ordre dans lequel les sièges ont été remportés à chaque élection, voir les résultats détaillés de cette élection.

### Élections générales de 2020
| Parti                                                                                     | Parti                           | Candidat            | %    | Comptage | Comptage | Comptage | Comptage | Comptage | Comptage | Comptage | Comptage | Comptage | Comptage | Comptage | Comptage | Comptage |
| Parti                                                                                     | Parti                           | Candidat            | %    | 1        | 2        | 3        | 4        | 5        | 6        | 7        | 8        | 9        | 10       | 11       | 12       | 13       |
| ----------------------------------------------------------------------------------------- | ------------------------------- | ------------------- | ---- | -------- | -------- | -------- | -------- | -------- | -------- | -------- | -------- | -------- | -------- | -------- | -------- | -------- |
|                                                                                           | Fianna Fáil                     | Éamon Ó Cuív        | 14.1 | 8 522    | 8 534    | 8 566    | 8 825    | 8 893    | 9 017    | 9 200    | 11 910   |          |          |          |          |          |
|                                                                                           | Indépendant                     | Noel Grealish       | 13.3 | 8 043    | 8 159    | 8 196    | 8 541    | 8 616    | 9 168    | 9 302    | 10 393   |          |          |          |          |          |
|                                                                                           | Sinn Féin                       | Mairéad Farrell     | 14.0 | 8 464    | 8 486    | 8 744    | 8 814    | 8 904    | 9 633    | 10 013   | 10 340   |          |          |          |          |          |
|                                                                                           | Indépendant                     | Catherine Connolly  | 9.0  | 5 439    | 5 478    | 5 693    | 5 775    | 6 028    | 6 661    | 7 625    | 8 089    | 8 722    | 8 831    | 8 906    | 12 486   |          |
|                                                                                           | Fine Gael                       | Hildegarde Naughton | 9.3  | 5 609    | 5 617    | 5 645    | 5 667    | 5 885    | 6 027    | 6 630    | 7 009    | 7 366    | 7 473    | 7 509    | 8 536    | 9 519    |
|                                                                                           | Fine Gael                       | Seán Kyne           | 8.8  | 5 284    | 5 292    | 5 314    | 5 345    | 5 477    | 5 559    | 5 829    | 6 049    | 6 399    | 6 461    | 6 493    | 7 037    | 7 574    |
|                                                                                           | Sociaux-démocrates              | Niall Ó Tuathail    | 6.0  | 3 623    | 3 630    | 3 761    | 3 793    | 4 057    | 4 313    | 5 750    | 5 979    | 6 281    | 6 339    | 6 403    |          |          |
|                                                                                           | Fianna Fáil                     | Ollie Crowe         | 8.6  | 5 175    | 5 180    | 5 207    | 5 310    | 5 384    | 5 555    | 5 671    |          |          |          |          |          |          |
|                                                                                           | Parti vert                      | Pauline O'Reilly    | 6.0  | 3 650    | 3 655    | 3 766    | 3 811    | 4 098    | 4 230    |          |          |          |          |          |          |          |
|                                                                                           | Indépendant                     | Mike Cubbard        | 4.4  | 2 676    | 2 697    | 2 740    | 2 802    | 2 907    |          |          |          |          |          |          |          |          |
|                                                                                           | Parti travailliste              | Niall McNelis       | 2.6  | 1 548    | 1 554    | 1 577    | 1 593    |          |          |          |          |          |          |          |          |          |
|                                                                                           | Aontú                           | Cormac Ó Corcoráin  | 1.8  | 1 058    | 1 097    | 1 118    |          |          |          |          |          |          |          |          |          |          |
|                                                                                           | Solidarity–People Before Profit | Conor Burke         | 0.8  | 495      | 512      |          |          |          |          |          |          |          |          |          |          |          |
|                                                                                           | Solidarity–People Before Profit | Joe Loughnane       | 0.7  | 437      | 445      |          |          |          |          |          |          |          |          |          |          |          |
|                                                                                           | Indépendant                     | Daragh O'Flaherty   | 0,5  | 318      |          |          |          |          |          |          |          |          |          |          |          |          |
| Électorat : 100,695 Valide : 60,341 Non valide : 423 Quota : 10,057 Participation : 60,3% |                                 |                     |      |          |          |          |          |          |          |          |          |          |          |          |          |          |

1. ↑  Listed surname on ballot paper as Cuív as opposed to Ó Cuív to appear higher on ballot paper. Appeared as Cuív, Éamon Ó
2. ↑  Listed surname on ballot paper as Corcorán as opposed to Ó Corcorán to appear higher on ballot paper. Appeared as Corcorán  Cormac Ó
3. ↑  People Before Profit  Solidarity and RISE contested this election as Solidarity–People Before Profit, so candidates appeared on the ballot under this name. Burke was a member of Solidarity.
4. ↑  People Before Profit,  Solidarity and RISE contested this election as Solidarity–People Before Profit, so candidates appeared on the ballot under this name. Loughnane was a member of People Before Profit.
5. ↑  Listed surname on ballot paper as Flaherty as opposed to O'Flaherty to appear higher on ballot paper, Appeared as Flaherty, Daragh O

#### 2020 Galway West opinion poll
| Last date of polling | Polling firm / Commissioner | Sample size | FF              | FG             | SF  | Grealish | Connolly | GP | O'Tuathail | Lab | Cubbard | S-PBP | Aon | Lead |   |   |   |   |
| -------------------- | --------------------------- | ----------- | --------------- | -------------- | --- | -------- | -------- | -- | ---------- | --- | ------- | ----- | --- | ---- | - | - | - | - |
| Last date of polling | Polling firm / Commissioner | Sample size | 26 January 2020 | TG4/Ipsos MRBI | 525 | 20       | 23       | 7  | 7          | 9   | 10      | 12    | 5   | Lead | 3 | 2 | 1 | 3 |